# Pinnacle Bank Arena
Die Pinnacle Bank Arena ist eine Mehrzweckhalle in der US-amerikanischen Stadt Lincoln im Bundesstaat Nebraska. Die auf dem Geländes eines alten Rangierbahnhofs im Stadtviertel West Haymarket erbauten Arena ist im Besitz der Stadt Lincoln. Die sportlichen Hauptnutzer sind die NCAA-Männer- und Frauen-College-Basketballmannschaften (Big Ten Conference) der University of Nebraska-Lincoln (UNL), die Nebraska Cornhuskers.

## Geschichte
Die Pinnacle Bank Arena ist der Hauptbestandteil des West Haymarket Redevelopment Project (deutsch West Haymarket Sanierungsprojekt) für 344 Mio. US-Dollar. Zu dem Projekt gehören ein Hotel mit 200 Zimmern, 100 Wohnungen, 100.000 sq ft (rund 9290 m²) Verkaufsfläche und Büroräume mit ebenfalls einer Fläche 100.000 sq ft. Das frühere Warenhaus- und Industrieviertel West Haymarket war einer der ältesten Viertel von Lincoln. Im Mai 2010 wurde öffentlich über das Bauprojekt abgestimmt. Unter dem Projektnamen West Haymarket Arena begannen am 7. September 2011 die Bauarbeiten an der neuen Arena. Einen Monat später am 6. Dezember verkündete Lincolns Bürgermeister Chris Beutler, dass die Pinnacle Bank Namenssponsor der Arena geworden sei. Im Dezember 2012 wurde das Richtfest gefeiert. Nach rund zwei Jahren Bauzeit fand am 16. und 17. August 2013 ein Soft Opening der 179 Mio. US-Dollar teuren Arena statt. In einer Zeremonie wurden rund 775 Graduierungen an die Absolventen der UNL verliehen. Offiziell wurde die Arena mit einem Open House und dem symbolischen Durchschneiden des Bandes am 29. August feierlich eröffnet. Die erste Partie der Nebraska Cornhuskers wurde im November des Jahres ausgetragen. Jährlich finden etwa 140 Veranstaltungen in der Pinnacle Bank Arena statt, zu denen rund 700.000 Besucher kommen. Zu Basketballspielen und zu Konzerten mit Endbühne stehen 15.500 Sitzplätze bereit. Mit einer Zentralbühne in der Innenraummitte sind es noch einmal 400 Plätze mehr. Die Mehrzweckhalle mit einer Fläche von 470.000 sq ft (rund 43.664 m²) ist mit 36 Suiten, 20 Logen, zwei privaten Lounges sowie 73 Verkaufsständen ausgestattet.

## Galerie

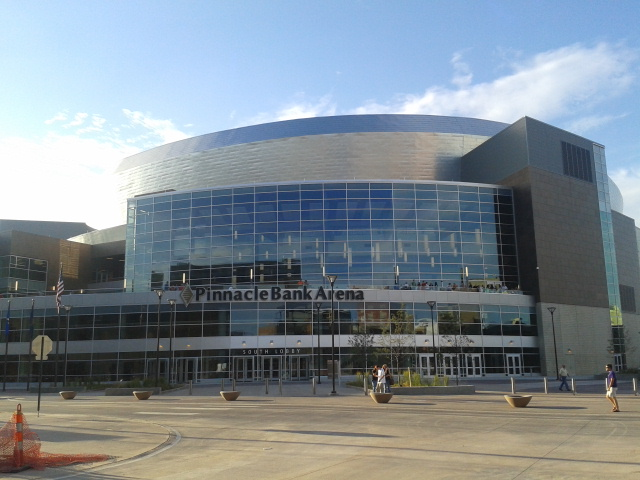
Haupteingang (2013)
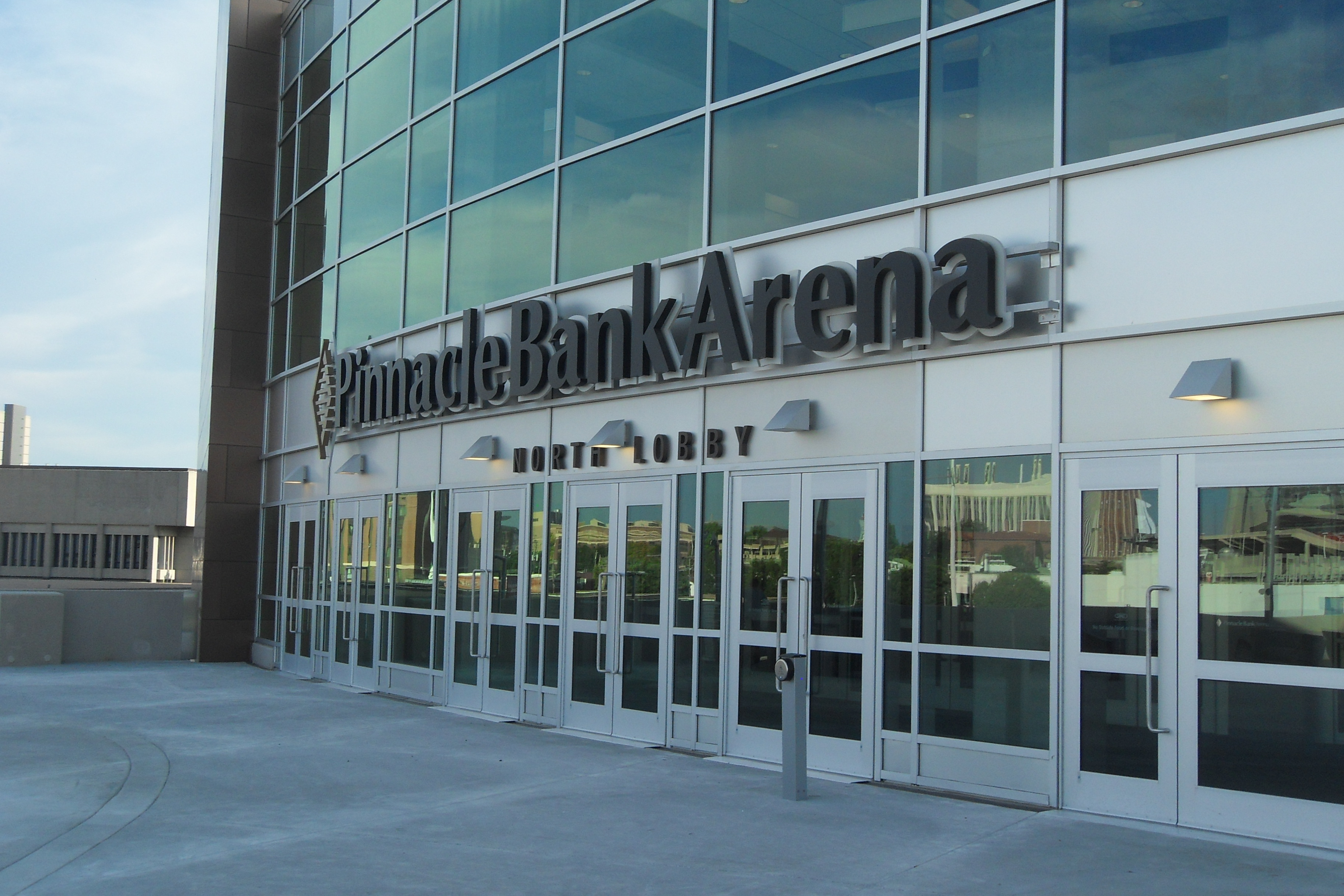
Nordeingang (2013)
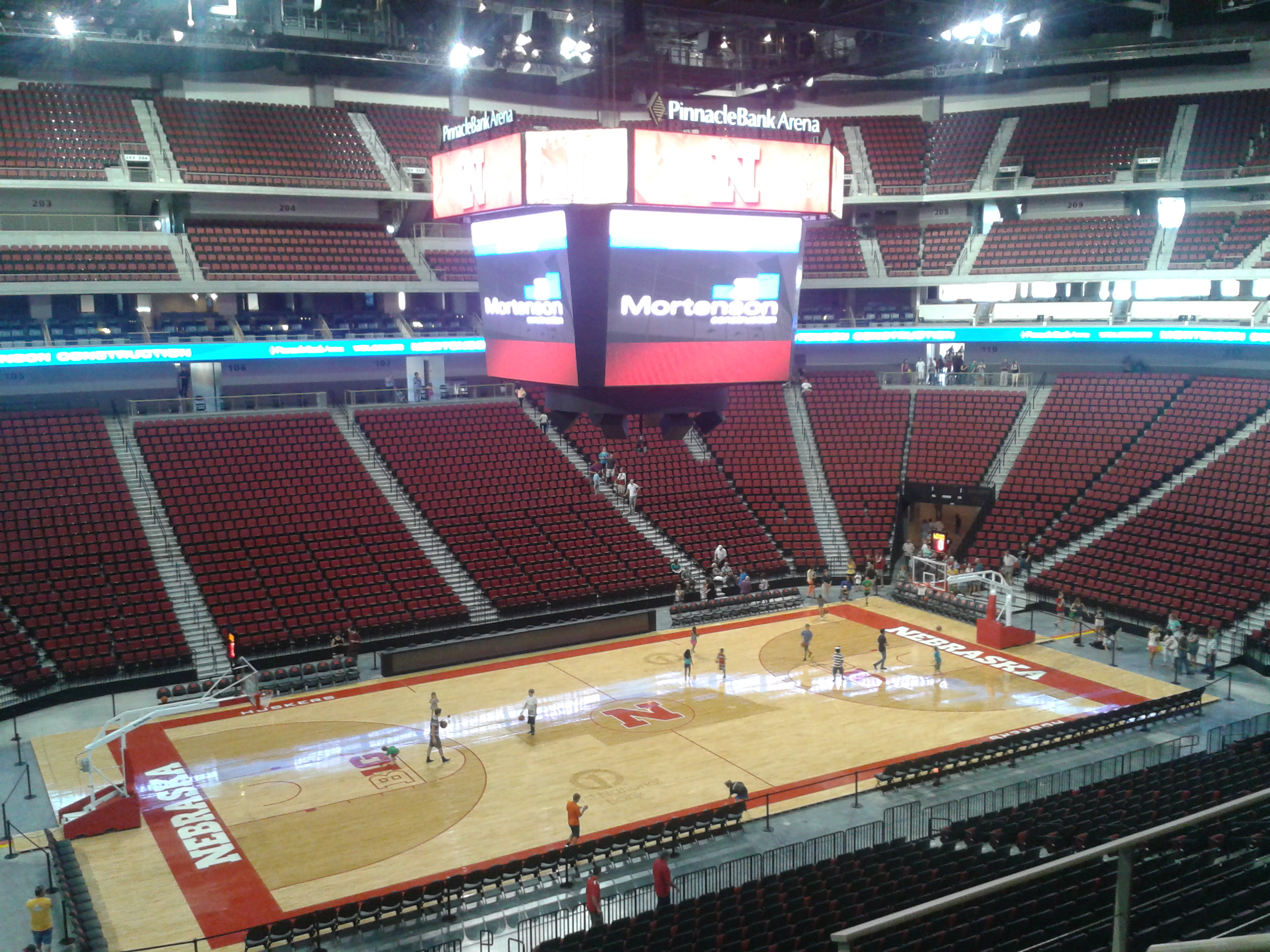
Innenraum der Arena mit Basketballfeld (2013)